# San Luis (Cúcuta)
El Barrio San Luis es conocido como el primer barrio de la capital nortesantandereana de Cúcuta, debido a que allí fue fundada la ciudad. El barrio hace parte de la Comuna oriental .

## Historia
Cúcuta fue fundada el 17 de junio de 1733 por Juana Rangel de Cuéllar con el nombre de San José de Guasimales en lo que fue un asentamiento indígena dado en encomienda por Pedro de Ursúa a Sebastián Lorenzo en 1550. Juana Rangel de Cuellar donó 782 hectáreas para fundar la ciudad construyendo una iglesia y una plaza para que familias españolas se establecieran en lo que es hoy el Barrio San Luis. Antes de que se fundara San Faustino de los Ríos (1622), los conquistadores lograron reducir a los primeros motilones en el llamado Pueblo de Cúcuta (hoy barrio San Luis), en el que había un cura para impartir la enseñanza del evangelio y capilla para ejercer ese ministerio.
El pueblo de Cúcuta (hoy) San Luis de Cúcuta, fue asiento de los primeros indios Motilones que los conquistaron pudieron someter, poco antes de fundar a San Faustino, se formó el pueblo de Cúcuta, cerca del río Pamplonita donde tenía sus dominios el Cacique Cúcuta, en los valles del Pamplonita, Táchira, Zulia, Catatumbo, Sardinata y Tarra. Esta tribu era temible por su bravura y resistencia, que oponían en defensa de sus tierras y cultivos. Tenía una buena iglesia construida por un cura que vivía allí muchos años alternando el curato con la de maestro constructor.
Era tierra de fértiles cultivos y de abundante comercio, las grandes plantaciones de cacao que producía y donde comerciantes de todas partes acudían a comprar las cosechas, embarcándolo también para Maracaibo por el río Zulia.
Es de notar, que esa grande abundancia de los cacaguales, mermó su producción, porque las tierras se volvieron improductivas, ya fatigadas por el cultivo de una sola especie.
Existían Aguas Termales en todo lo alto de la colina y bajando hacia el oriente, (hoy el Seminario) en el barrio La Libertad, aguas ferrujinosas que las gentes creían poderes medicinales. A una legua, al Oriente de esos manantiales al pie del cerro llamado “El Mono”, existían algunas cavidades que variaban de lugar y arrojaban borbollones de una especie de barro gredo amarillo diluido, frío, inodoro, que las gentes se aplicaban para las dolencias reumáticas con resultados saludables.
Esa región era una finca de cultivos de cacao, pastos y árboles frutales de distintas especies, y vertientes de aguas ferrujinosas utilizadas como fuentes de salud.
Según estudios geológicos esas vertientes son ramificaciones de las aguas termales de Ureña, Venezuela, otros las califican como la boca de un volcán. De esas vertientes abundantes de aguas calientes, aún existe una naciente que ha mermado su caudal, las pequeñas cavidades que arrojaban borbolles de greda amarilla diluida, fría e inodora ya no existen.
Es de notar: que los pobladores del pueblo de Cúcuta (hoy San Luís) lo componían según don Luís Febres Cordero, “más de cien indios ricos en su esfera, que eran dueños de cacaguales, que aunque no tenían vecinos blancos este curato, le bastaba con los indios por ser competente y haber cofradías ricas, que rentaban más de 700 pesos para el sostenimiento de la Iglesia del cura y maestro Zapata”.
Y habiendo desaparecido el tipo indígena; al igual suerte ocurrieron las productivas plantaciones de cacao por lo fatigada de las tierras para producir y así cesó el comercio; concluyeron las cofradías, y de la antigua riqueza del pueblo no ha quedado más señal que la grande y sólida Iglesia con refacciones y remodelaciones frecuentes, y así dándole vigencia al dicho popular “El Cura que no fabrica, no come”.
San Luís de Cúcuta, fue fundado en 1650, y su rerección municipal en 1660.

## Actualidad
Actualmente el Barrio San Luis es el centro histórico de la ciudad de Cúcuta. Su arquitectura colonial aun perdura y es mantenida aunque muchas de las casas ha dejado de ser habitadas por familias para convertirse en locales comerciales. En esta zona aun habitan descendientes de las familias españolas que llegaron por primera vez a lo que hoy es Cúcuta.